# Services publics et Approvisionnement Canada
Services publics et Approvisionnement Canada (SPAC) (en anglais : Public Services and Procurement Canada) (nom légal : ministère des Travaux publics et des Services gouvernementaux) est un ministère du gouvernement du Canada qui est responsable des services et de l'administration interne.

## Historique
Le ministère des Travaux publics et des Services gouvernementaux est officiellement créé le 20 juin 1996 lorsque la loi sur le ministère des Travaux publics et des Services gouvernementaux est sanctionnée. Ce ministère remplace :
- Le ministère des Travaux publics qui existait depuis 1867 ;
- Le ministère des Approvisionnements et des Services qui existait depuis 1969.

Depuis le 4 novembre 2015 le nom d'usage du ministère est « Services publics et Approvisionnement Canada » même si le nom légal demeure ministère des Travaux publics et des Services gouvernementaux,.